# Министарска реформа
Министарска реформа (рус. Министерская реформа) подразумијева значајну реформу државних органа Руске Империје коју је извршио император Александар I Павлович на почетку 19. вијека.

## Министарства
На основу Прогласа о оснивању министарстава (рус. Манифест Об учреждении министерств) од 8. септембра 1802. основано је осам министарстава. Они су замијенили некадашње колегијуме из доба Петра Великог. Затим, дужност министра правде је сједињена са дужношћу генерал-прокурора. Сваки министар је био одговоран за ресор којим је руководио. На крају године подносио је писмени извјештај императору преко Правитељствујушчег сената.
Основана су сљедећа министарства: Министарство иностраних послова, Министарство војних копнених снага, Министарство поморских снага, Министарство унутрашњих послова, Министарство финансија, Министарство правде, Министарство трговине и Министарство народне просвјете.
Доношењем Прогласа о општем уређењу министарстава (рус. Манифест об Общем учреждении министерств) од 25. јуна 1811. завршена је министарска реформа, по предлогу Михаила Сперанског. Утврђена су сљедећа министарства и главне управе: Министарство иностраних послова, Министарство војно, Министарство поморско, Министарство финансија, Државна благајна, Ревизија државних рачуна, Министарство унутрашњих послова, Министарство народне просвјете, Главна управа саобраћаја, Министарство правде, Министарство полиције и Главна управа духовних послова разних вјероисповијести.
На челу ресора су стајала лица која је постављао император, а носили су звање министра, главног директора или главног управника. Једно министарство је било организационо подијељено на департмане, Савјет министра, Општу сједницу одјељења, Канцеларију министра и посебне установе. Департмани су се дијелили на одјељења, а одјељења на столове. Њима су управљали директори, начелници одјељења и столоначелници.
Министре и замјенике министара је именовао и разрјешавао непосредно император, док је директоре департмана и директоре канцеларија министара постављао на предлог министара. Начелнике одјељења су именовали и разрјешавали министри на предлог директора, уз потврду императора. Сви ови чиновници су полагали заклетву пред Правитељствујушчим сенатом.

## Реформа државних органа

### Државни савјет
Император Александар I Павлович је 1801. установио Стални савјет (рус. Непременный совет) као највиши савјетодавни орган. Састојао се од 12 достојанственика. Након оснивања министарстава и Комитета министара његов значај је опао.
Коначно, 1810. преуређен је у Државни савјет. Састојао се из Опште сједнице и четири департмана. Установљена је и Државна канцеларија, а за њеног државног секретара је постављен Михаил Сперански. Положај државног секретара је био једнак положају министра. При Државном савјету је основана Комисија састављања закона и Комисија молби.
Предсједника Државнога савјета је постављао и разрјешавао император из реда његових чланова. У састав Државног савјета су улазили сви министри и великодостојници, које је именовао император.
Државни савјет није доносио законе, него је био само савјетодавни орган при претресању закона. Његов задатак је био централизовати законодавство, обезбиједити једнообразност правних норми, и не допуштати противречја у законима.

### Правитељствујушчи сенат
Император Александар I Павлович је 8. септембра 1802. године потписао Указ о правима и обавезама Сената који је утврдио организацију Сената и дефинисао његов однос према другим највишим органима. Сенат је проглашен за врховни орган, који је био носилац управне, судске и контролне власти. Имао је право да стави приговор на донесене законе, уколико су они противрјечили другим законима.

### Свети синод
Реформама се подвргао и Свети синод, чији су чланови били највиши црквени јерарси — митрополити и архијереји, али је на челу Синода стајао грађански чиновник са звањем обер-прокурора. При Александру I Павловичу више се нису окупљали представници вишег свештенства, него су се позивали на засједања Синода по избору обер-прокурора, који је добио знатно већа права.

## Реформски предлози
Дана 12. јула 1810. објављен је Проглас о подјели државних послова на посебне управе по предлогу Сперанског. 
На крају 1808, Александар I је задужио Сперанског да припреми план државних реформи Русије. У октобру 1809. пројекат под називом Увод к зборнику државних закона био је представљен цару.
Задатак плана је био модернизовати државну управу путем увођења буржоазних норми и форми: „У циљу очвршћавања самодржавља и чувања сталешког устројства“.
Сталежи:
1. племство има грађанска и политичка права;
2. средњи сталеж има грађанска права (право на покретну и непокретну имовину, слободу рада и право заступања пред судом) — трговци, занатлије, државни сељаци;
3. народ радни нема политичких ни грађанских права — спахијски сељаци, радници и кућне слуге.

Подјела власти:
- Законодавни органи (Државна дума, губернијске думе, окружне думе и општинске думе)
- Извршни органи (министарства, губернијске управе, окружне управе и општинске управе)
- Судски органи (Правитељствујушчи сенат, губернијски судови, окружни судови и општински судови).

Избори — четверостепени са бирачким имовним цензусом за: спахије-земљопоседнике и вишу буржоазију
При императору оснива се Државни савет. Император задржава сву своју власт:
- сазиви Државне думе император може прекинути или распустити, и назначити нове изборе. Државна дума би била као представнички орган при императору.
- министре именује и разрешава император
- састав Сената одређује император

Пројект је изазвао реакцију сенатора, министара и других виших достојанственика и Александар I је решио да не реализује пројект.
- 1. јануара 1810 — био је основан Државни савет по плану Сперанског.
- 12. јула 1810. и 25. јуна 1811 — реформисана су министарства.

Почетком 1811. представљен је нацрт реформе Сената, а у јуну се претресао у Државном савјету. Предложено да се Сенат реформише у два органа: „Сенат управни“ (дотадашњи Комитет министара — министри са њиховим замјеницима и начелници главних управа) и „Сенат судски“ (подијељен на четири одјељења у главним судским окрузима: Санкт Петербургу, Москви, Кијеву и Казању). Сенаторе у Сенату судском би именовао император и бирало племство.
Државни савјет је предложени нацрт критиковао, а сам Сперански је предлагао да се не усвоји. Тако су од три гране власти реформисане само двије (законодавна и извршно-управна), док је судска власт остала нетакнута.